# Tamara Sujú
Tamara Sulay Sujú Roa (Caracas, Venezuela, 17 de abril de 1966) es una abogada penalista y especialista en derechos humanos venezolana. Desde el año 2014 se encuentra asilada en la República Checa. El 19 de marzo de 2019, fue nombrada por la Asamblea Nacional de Venezuela como representante de ese país ante República Checa.

## Biografía
Graduada en la Universidad Católica Andrés Bello, es la fundadora y directora de diversas organizaciones no gubernamentales, incluyendo la Fundación Nueva Conciencia Nacional, Damas de Blanco de Venezuela, un grupo de esposas, madres e hijas de presos políticos y Fundapresos, una organización de auxilio y asistencia jurídica para presos comunes que trabajó en distintas cárceles de Venezuela entre 2002 y 2006. Actualmente es la directora ejecutiva del observatorio de derechos humanos del Centro de Estudios para América Latina (CASLA), con sede en República Checa, y columnista del semanario La Razón en Venezuela.
Tamara ha sido acusada por el oficialismo de cometer actos desestabilizadores y ha sido relacionada con ser sobrina del general Oswaldo Sujú Raffo, involucrado en el golpe de Estado de 2002; Nicolás Maduro declaró cuando era presidente de la Asamblea Nacional que «había traicionado a la patria» y de ser parte de la CIA. En agosto de 2014, Tamara solicitó asilo político en Praga después de temer «por su integridad física y libertad». El estatus de protección internacional fue concedido por un período de diez años renovables por el gobierno de República Checa el 24 de noviembre.
La abogada ha recopilando casos de tortura registrados en Venezuela entre 2002 y 2014 y formalizó su denuncia contra Nicolás Maduro en la Corte Penal Internacional en julio de 2016, cuando presentó ante la Corte un expediente de 65 incidencias. Lo actualizó en mayo de 2017 sumándole otros casos. El 5 de abril de 2017, Sujú fue invitada al InterAmerican Institute for Democracy para narrar los casos de tortura en Venezuela y el expediente del país en la Corte.
El 14 de septiembre de 2017 denunció ante la Organización de Estados Americanos (OEA) 289 casos de tortura, incluyendo incidentes durante las protestas en Venezuela de 2017 y 192 casos de torturas sexuales, durante la primera audiencia de la organización para analizar crímenes de lesa humanidad en el país.
El 19 de octubre de 2018 el gobierno de España decidió concederle la nacionalidad española por carta de naturaleza aduciendo a sus vínculos familiares con España. El 19 de marzo de 2019, fue nombrada por la Asamblea Nacional de Venezuela como representante de ese país ante República Checa, cargo al que renunció el 31 de julio.
En mayo de 2019 Sujú denunció, una supuesta organización paralela a la Dirección General de Contrainteligencia Militar (Dgcim) llamada «Los Acreditados», bajo la dirección del mayor Alexander Granko Arteaga, el grupo compuesto por unos 300 individuos armados (entre ellos militares, pranes, civiles y presos comunes) con financiamiento de la Guardia Nacional, aprobados por el mayor general Richard López Vargas, entrenados en acciones de comando durante tres meses para protección de personajes importantes (escoltas), fueron dotados de 10 vehículos tipo taxi Orinoco, 3 camionetas y 100 motos ; conformada por el general Sergio Negrín Alvarado (asesinado en octubre de 2020), los capitanes Germán Antonio Sánchez (Santiago), Jesús Cárdenas (Camaleón) y la teniente Gabriela Alas (la cochina). Serían conocidos como "Colectivos del Este".
El 14 de enero de 2022, a la activista le fue interpuesta una querella por injuria en los tribunales españoles, luego que fracasara una audiencia de conciliación, por parte de Nicolás Maduro Guerra hijo del presidente venezolano Maduro  aludiendo que las acusaciones realizadas por la Suju en su red social de Twitter el 21 de enero del 2021 dónde es señalado junto a su padre y otros personajes de ser integrantes de una "banda mafiosa" que roba los recursos del Venezuela.
En enero de 2024 se emitió una orden de aprensión en su contra acusada de conspiración. En marzo de 2024 la abogada Sujú presentó un informe ante la Corte Penal Internacional (CPI) donde denuncia la responsabilidad del Estado cubano durante la represión en Venezuela, llevada a cabo por el régimen de Nicolás Maduro. Los acuerdos en materia de seguridad se remontan a 2006, una vez que Hugo Chávez rompió en 2005 una larga relación de cooperación militar entre Venezuela y EE UU. La misión de la ONU recabó información para señalar que dicha "cooperación (entre Cuba y Venezuela) continuaría vigente", con lo cual el aparato de seguridad de Cuba está involucrado en los crímenes de lesa humanidad dentro de Venezuela.